# ロンドン交響楽団
ロンドン交響楽団（ロンドンこうきょうがくだん、英語: London Symphony Orchestra、略称LSO）は、イギリスのロンドンを拠点とするオーケストラ。ロンドンのオーケストラの中でも中心的存在。本拠地は1982年よりロンドンのバービカンセンターに置く。イギリス国王（現在はチャールズ3世）がパトロンとなっており、エリザベス2世の在世中にはロイヤル・フィルハーモニー管弦楽団とならび、「女王陛下のオーケストラ」として知られた。楽員数89（2018年現在、公式サイトによる）。長らく3管編成オーケストラだったが、ロンドンの楽団としてはBBC交響楽団に次いでほぼ4管に近い編成を実現している。

## 概要

### 歴史
1904年に、クイーンズホール管弦楽団のメンバーを中心に、英国初の独立採算、自主運営のオーケストラとして発足。同年6月9日に、クイーンズホールにおいて、ハンス・リヒターの指揮で第1回コンサートを開催した。その後、リヒターは首席指揮者に就任し、1911年にエドワード・エルガーにその座を譲るまで楽団の基礎を固める。エルガーの後も、アルトゥール・ニキシュ、トーマス・ビーチャムなどの錚々たる名指揮者が首席についているほか、カール・ベームやレナード・バーンスタインが総裁に就任している。
1906年には、英国のオーケストラとして初めて海外ツアーを実施し、パリで演奏を行った。アメリカ（1912年）、イスラエル（1960年）、日本（1963年）へのツアーも、英国のオーケストラとして初めて行っている。1912年のアメリカ公演では、当初タイタニック号を利用する予定であったが、予定変更で危うく命拾いした。

## 歴代指揮者など

### 総裁（President）
- 1920年代   　　　第8代ハワード・ドゥ・ウォールデン男爵（英語版）
- 1948年 - 1957年　ウィリアム・ウォルトン
- 1958年 - 1974年　アーサー・ブリス
- 1977年 - 1981年　カール・ベーム
- 1987年 - 1990年　レナード・バーンスタイン
- 2007年 - 2013年　コリン・デイヴィス

### 首席指揮者（Principal Conductors）
- 1904年 - 1911年　ハンス・リヒター
- 1911年 - 1912年　エドワード・エルガー
- 1912年 - 1914年　アルトゥール・ニキシュ
- 1915年 - 1916年　トーマス・ビーチャム
- 1919年 - 1923年　アルバート・コーツ
- 1930年 - 1931年　ウィレム・メンゲルベルク
- 1932年 - 1935年　ハミルトン・ハーティ
- 1950年 - 1954年　ヨーゼフ・クリップス
- 1961年 - 1964年　ピエール・モントゥー
- 1965年 - 1968年　イシュトヴァン・ケルテス
- 1968年 - 1979年　アンドレ・プレヴィン
- 1979年 - 1983年　クラウディオ・アバド
- 1987年 - 1995年　マイケル・ティルソン・トーマス
- 1995年 - 2006年　コリン・デイヴィス
- 2007年 - 2015年　ヴァレリー・ゲルギエフ
- 2024年 -       　アントニオ・パッパーノ[2][3][4]

### 音楽監督（Music Director）
- 1983年 - 1988年　クラウディオ・アバド
- 2017年 - 2023年　サイモン・ラトル[5][6]

### 副客演指揮者
- 1985年 - 2008年　リチャード・ヒコックス

## 自主レーベル
ロンドン交響楽団は2000年に自主レーベルLSO LIVEを設立し、首席指揮者であるコリン・ディヴィスをはじめ、ベルナルト・ハイティンク、ムスティスラフ・ロストロポーヴィチなど、多くの指揮者とのライブ録音をCD化し、販売している。多くの作品はCDだけでなくSACDも存在する。日本でも大型レコード店にて入手可能である。また一部の作品はiTunes Music Storeでも入手出来る。

## 録音

### 映画音楽
ロンドン交響楽団はクラシック音楽のほかに、アメリカ合衆国の映画『スター・ウォーズシリーズ』や『バック・トゥ・タイタニック』など映画音楽の録音にも、戦前から数多く参加しており、この分野でもその名が知られている。1922年に無声映画で伴奏を務めたのが初めての映画の仕事であった。
日本映画では、市川崑監督作の『火の鳥』（テーマ音楽：ミシェル・ルグラン）、大林宣彦監督作の『水の旅人』（音楽：久石譲）のテーマ音楽に当楽団が起用されている。黒澤明が『乱』で当初、当楽団を起用するつもりだったという逸話もある（武満徹の反対に遭い、札幌交響楽団が起用された）。

### ゲーム音楽
日本ファルコム製作ゲームのBGMをアレンジした2枚組CDアルバム「FALCOM NEO CLASSIC」が1992年にキングレコードから発売された。指揮はコンスタンチン・パブロフ。1枚は服部隆之の編曲によるフルオーケストラだが、もう1枚は松武秀樹と入江純によるシンセサイザー作品となっている。また、近年ではアーケード版『ディシディア ファイナルファンタジー』の演奏も担当した。作曲は石元丈晴、指揮・編曲は佐藤賢太郎。